# Kajsa Ellegård
Kajsa Ellegård, född 1951 i Göteborg, professor vid Tema Teknik och social förändring,  Linköpings universitet.
Kajsa Ellegård tog en kandidatexamen 1975 och en doktorsexamen i kulturgeografi 1984 vid Göteborgs universitet. 1992 blev hon docent vid samma universitet. 1992-1999 var hon forskare i tidsgeografi vid Humanistisk-samhällsvetenskapliga forskningsrådet. Sedan 1998 är hon professor vid Linköpings universitet.  
I sin forskning har Kajsa Ellegård inspirerats av det tidsgeografiska synsättet och utvecklat metoder för att studera utvecklingsprocesser på såväl individnivå som familjenivå och samhällsnivå. En stor del av hennes forskning har handlat om vardagens aktivitetsmönster på olika nivåer, om teknikens roll i vardagslivet och hushållens energianvändning . 